# 新庄弁

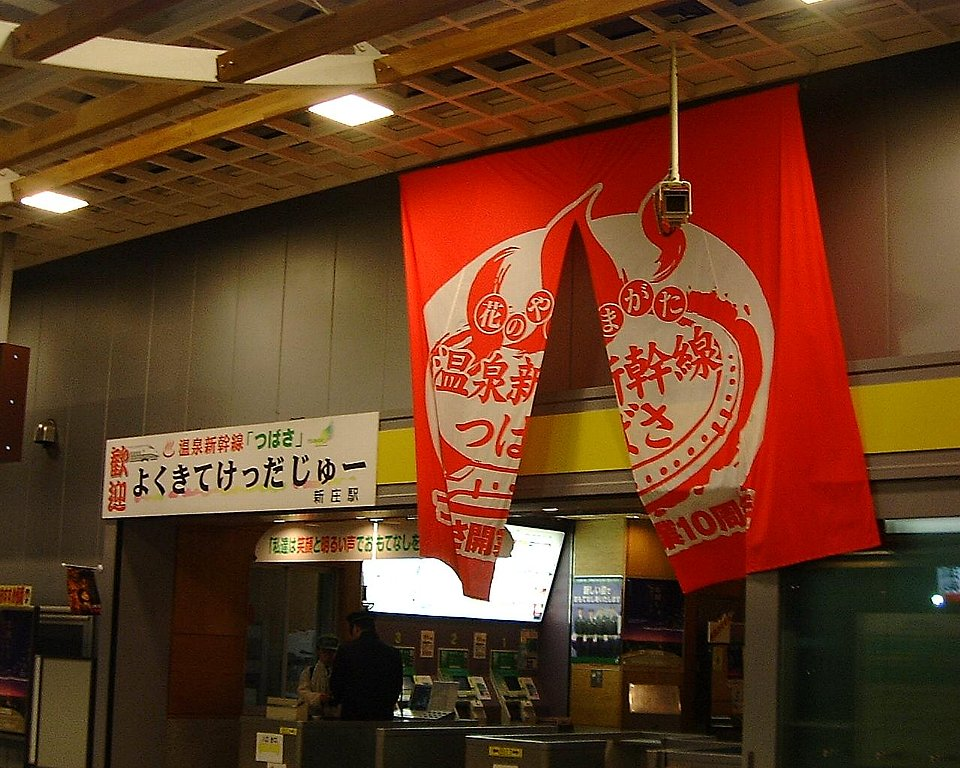
「よくおいでくださいました」を意味する新庄弁（画像左）

新庄弁（しんじょうべん）は、山形県北部の新庄市を中心とする最上地方（最上郡）で話される日本語の方言である。山形市などで話される村山弁と共通する部分が多いが、江戸時代を通じ新庄藩が一帯を領有し独特の藩政文化が育まれたこともあり、新庄弁独特の言い回しもある。ズーズー弁と呼ばれることもある山形弁で、語尾に強意の「ず」が使われるが、新庄弁では「じゅ」であることなどはその好例（山形弁：んだず、新庄弁：んだじゅ、ともに「そうですよ」の意）。山形県内での方言の違いについては山形弁、山形県#方言も参照。

## 特徴
東北方言の中では同じ内陸方言の村山弁同様、南奥羽方言に分類される。しかしアクセントは庄内弁や秋田弁と同じ北奥羽式アクセント（外輪東京式アクセントの変種）に分類される。なお同じ最上郡の中でも地域によってさらに細かい違いがある（例、最上町は型の種類が少ない東京式アクセント(準二型アクセント)である）。

### 発音
- 語頭以外のカ行、タ行は濁音化してガ行、ダ行になる。 例：やまがた→やまがだ
- 「し」や「じ」が、「す」や「ず」と発音される。 例：しんじょう→すんじょ
- [ai]の発音の[e]への変化。 例：知らない（shiran-ai）→知ゃね（shan-e）

### 文法
格助詞
- 「〜へ」、「〜に」など方向を表すものに「〜さ」がある。 例：風呂さ入る。/山形さ行ぐ。
- 「〜を」など対象を表すものに「〜ば」がある。 例：ご飯ば食う。

準体助詞
- 「〜の（もの）」など所有を表すものに「〜（ん）な」がある。 例：誰のですか？→誰んなや？

終助詞
- 勧誘の意味で文末に「〜べ」を付ける。例：遊ぶべ！ ※「〜る」で終わる動詞に限り、「〜っぺ」に変化する。「〜っぺや。」という使い方もあり。 例：仕事すっぺ！
- 強意、念押しの意味で文末に「〜じゅ」を付ける動詞に限り、「〜っちゅ」に変化する。 例：やりますよ！→すっちゅ！
- 強調の意味で「〜ちゃ」「〜べぜ」「〜べや」を付ける。（「〜じゃん」に近い） 例：してるじゃないの！（してるじゃん）→してっちゃ！
- 同意を求める意味で文末に「〜にゃ」を付ける。 例：今日、寒いね。→今日、さみにゃー。
- 「〜（して）下さい」の意味で、文末に「〜けろ」を付ける。 例：来て下さい。→来てけろ。
- 感嘆の意味で「〜ごど」を付ける。 例：おいしいなぁ！→んめごど！（「〜事」が濁音化したと思われる）
- 疑問の意味で文末に「〜な」を付ける。通常は「なが？」で終わる 例：食べないの？→かねなが？
- 伝達の意味で文末に「〜ど」を付ける。 例：家が建つんだって。→家建づなんど。
- 現在進行形の意味で動詞の後に「〜だ」を付ける。 例：知っている→知ってだ
- 可能の意味で動詞の後に「〜い」を付ける。 例：読める→読むい
- 「〜よ」の意味で文末に「〜わ」「〜は」を付ける。 例：もう行ったよ。→もう行ったわ。（もう行ったは）
- 「〜る」で終わる動詞に限り、「〜ぜ」が「〜つぇ」に変化する。 例：ここにあるよ→こさあっつぇ
- 「〜る」で終わる動詞に限り、「〜ぞ」が「〜つぉ」に変化する。 例：寝るぞ→寝っつぉ

## 新庄弁の主な例
新庄弁は東北方言の一部であり、以下紹介するものが最上地方のみで話されるわけではない。
- 「おはよさん」(おはよう)
- 「おばんです」(こんばんは)
- 「おせわさま」(お世話になる)

例：いつもおせわさまなー←いつもお世話になってます。
- 「はいっとー（はえっとー）」（ごめんください。こんにちは）
- 「やんだ」（嫌だ）
- 「あべ」（行こう）
- 「さすけね」（大丈夫、または差し支えない）
- 「んだ」（そうです）
- 「んね」（違います）
- 「なして」（なんで）
- 「んだがした」(ああそうですか)
- 「なげる」(捨てる)
- 「めんごい」(かわいらしい)

## その他
- 山形県内では①を「いちまる」、(1) を「いちかっこ」と読む。
- 東北の他の方言に比べて、その方言に特有の固有名詞が少なく、言い回しの変化が中心なので、東北方言の中では理解しやすい方である。
- 最上地方は岩手県遠野市と並ぶ民話の宝庫であり、「むが〜すとんとあったけど」で始まり、「どんびすかんこねえけど」で終わる新庄弁で話す民話の収集・保存が盛んに行われている。